# HMHT-302
Escadron d'entraînement d'hélicoptères lourds 302 (USMC)
Le Marine Heavy Helicopter Training Squadron 302 ou HMHT-302 est un escadron d'entraînement d'hélicoptères du Corps des Marines des États-Unis stationné à la Marine Corps Air Station New River, en Caroline du Nord. Connu sous le nom de "Phoenix", le HMHT-302 forme des aviateurs navals nouvellement désignés, des pilotes de conversion, des pilotes de recyclage et des équipages enrôlés sur le CH-53E Super Stallion. C'est un Fleet Replacement Squadron qui relève du commandement du Marine Aircraft Group 29 (MAG-29) et du 2nd Marine Aircraft Wing (2nd MAW).

## Mission
L'escadron offre une formation de vol en hélicoptère apte au combat pour tous les pilotes et équipages de l'US Marine Corps sur le CH-53E Super Stallion. Tous les pilotes de base, de conversion et de recyclage ainsi que les équipages reçoivent une formation de soutien d'assaut  pour les préparer à une affectation de suivi dans la Fleet Marine Force.

## Historique
L'unité a été initialement désigné Marine Medium Helicopter Training Squadron 302 (HMMT-302), le 1er novembre 1966, au Marine Corps Air Facility Santa Ana (en) en Californie, et affecté au Marine Helicopter Training Group 30, 3rd Marine Aircraft Wing . L'escadron a été chargé de former des aviateurs navals nouvellement désignés et des pilotes de conversion pour piloter le Boeing-Vertol CH-46 Sea Knight. 
Le 31 mars 1972, le personnel du HMT-302 a été fusionné avec le Marine Heavy Helicopter Training Squadron 301 (HMT-301 (en)), pour former le nouveau Marine Helicopter Training Squadron 301 (HMT-301), menant une formation de pilote du CH-46F et CH-53A. Il a été rattaché au Marine Aircraft Group 16.  
Le 20 novembre 1987, l'escadron a été réactivé et désigné Marine Helicopter Training Squadron 302 (HMT-302) attaché au Marine Aircraft Group 16 pilotant à la fois les hélicoptères CH-53A et CH-53E.
Un avion de l'escadron a été inclus dans des scènes de vol à travers un centre-ville dans le film de 1997 Le Chacal. 
À l'été 2010, le HMT-302 a été rebaptisé Marine Heavy Helicopter Training Squadron 302 (HMHT-302).

### Récompenses
- Navy Unit Commendation
- Meritorious Unit Commendation
- National Defense Service Medal